# Kenichi Nozawa
Kenichi Nozawa (野澤 健一 Nozawa Kenichi?, nacido el 27 de enero de 1984 en Nagano) es un exfutbolista japonés. Jugaba de centrocampista y su último club fue el AC Nagano Parceiro de Japón.

## Trayectoria

### Clubes
| Club               | País  | Año         |
| ------------------ | ----- | ----------- |
| Sagawa Printing    | Japón | 2008        |
| AC Nagano Parceiro | Japón | 2009 - 2014 |

## Estadística de carrera

### J. League
| Club               | Año   | J. League | J. League | Copa J. League | Copa J. League | Total | Total |
| Club               | Año   | Part.     | Goles     | Part.          | Goles          | Part. | Goles |
| ------------------ | ----- | --------- | --------- | -------------- | -------------- | ----- | ----- |
| AC Nagano Parceiro | 2014  | 19        | 2         | -              | -              | 19    | 2     |
| Total              | Total | 19        | 2         | 0              | 0              | 19    | 2     |